# Архитектура Балашихи
Архитектура Балашихи своими самыми ранними сохранившимися памятниками восходит к XVIII веку. К ним относятся православные храмы с некрополями и усадебные комплексы, находящиеся в настоящее время на территории города Балашиха, а также его городского округа (Московская область). Период XIX — начала XX века представлен также интересными памятниками промышленной архитектуры. Для советского периода (особенно 1930-х и 1940-х — первой половины 1950-х годов, с перерывом на Великую Отечественную войну) характерна комплексная застройка жилых кварталов по специально разработанным известными архитекторами проектам.

## Предпосылки строительства

### Топографические условия
Расположение к востоку от Москвы, на оживлённых древних трактах — Владимирском и Стромынском, на протяжении веков служило притягательным фактором для освоения этих территорий.

### Геологические условия
Моренные отложения, сформировавшиеся в ледниковый период и прорезанные руслами речек и ручьёв, издавна служили источником природных строительных материалов — глины, песка, булыжника. В ледниковых озёрах в дальнейшем сформировались достаточно мощные слои торфа, который начал активно добываться с середины XIX века. Таким образом, например, на месте бывших торфоразработок к началу XX века образовалось известное Мазуринское озеро.

### Гидрологические условия
Главной водной артерией с древних времён в Балашихинской округе была река Пехорка, левый приток реки Москва. Правый приток Пехорки — небольшая речка Горенка — дала название расположенной на её берегу знаменитой когда-то на всю Россию усадьбе Горенки. Другим, левым притоком Пехорки, является речка Чернавка. Из района Медвежьих озёр вытекает ещё один левый приток Пехорки — речка Малашка, впадающая в неё у бывшего старинного села Никольское-Трубецкое.
На территории городского округа расположен также ряд озёр и прудов как естественного, так и искусственного (карьеры) происхождения.

### Экологические условия
Очень важным определяющим фактором в застройке Балашихи стало наличие обширных лесных массивов как вокруг территории города, так и внутри его черты. В настоящее время эти насаждения относятся к ряду лесопарков: Горенскому, Кучинскому, Озёрному, Салтыковскому, находящихся на территории Ногинского лесничества (до 2009 года входили в спецлесхоз «Балашихинский»), а также национальному парку «Лосиный Остров».
Балашиха входит в Лесопарковый защитный пояс Москвы (ЛПЗП).
12 октября 1998 года была создана особо охраняемая природная территория «Пехорка» (наряду с ООПТ «Клязьма» и «Переделкино»).

## Основные этапы застройки города
Складывание исторической застройки Балашихи происходило на протяжении достаточно длительного промежутка времени.
Первоначальные постройки в этих местах были деревянными, и от XVI—XVII веков не сохранилось материальных свидетельств, кроме упоминаний о селениях в писцовых и приправочных книгах, а также данных в отчётах об археологических исследованиях.
О том, что представляли собой местные придорожные деревеньки, можно понять по судьбе деревни Леоново, позднее вошедшей в состав города Балашиха. Первые упоминания об этой деревне относятся к 1678 году. Здесь проезжавшие по Большому Владимирскому тракту отдыхали, трапезничали, меняли лошадей и подводы. Леоново — это трактиры, постоялые дворы, мелочные лавочки с лаптями и мятными пряниками и множеством народа на улицах. В 1884 году в Леоново было 35 домов, а к местным «достопримечательностям» можно было отнести 5 лавок, постоялый двор, два трактира, питейный двор. Рядом располагались две небольшие суконные фабрики, воскоотбельный завод и пилорама, где изготовлялись ящики для пряжи. Деревня просуществовала до 1970 года, когда была снесена в соответствии с планом городской застройки.

### Усадебная архитектура XVIII века
- Усадьба Горенки

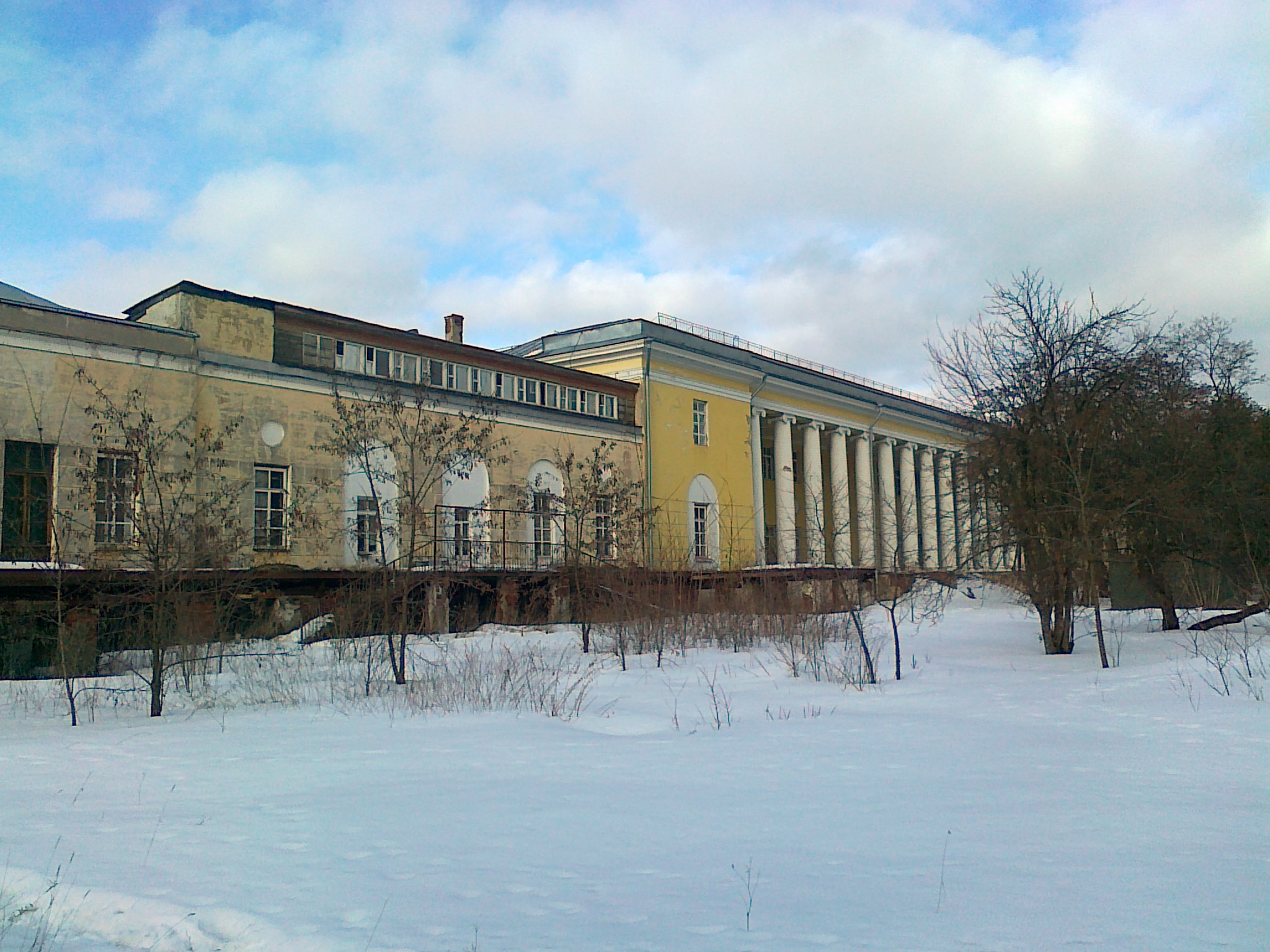
Усадьба Горенки. 2012 год

Большинство сохранившихся строений возведено в XVIII веке, когда владельцем усадьбы являлся граф Разумовский, Алексей Кириллович. Сохранился главный усадебный дом, построенный, предположительно, архитектором А. А. Менеласом, соединённый с флигелями большой колоннадой, и усадебный парк с полуразрушенным искусственным гротом, а также полукруглая подъездная аллея со служебными постройками.
- Усадьба Пехра-Яковлевское

В создании архитектурно-художественного ансамбля XVIII века принимали участие архитекторы К. И. Бланк, Ф. П. Казне, А. А. Менелас.
В 1777—1782 гг. строится усадебная церковь Спаса Нерукотворного образа (ныне Храм Преображения Господня), авторство над которой приписывают и Баженову, и К. Бланку, и Старову. Архитектурный замысел храма оригинален тем, что его ротонда состоит из двух колоколен. Это очень редко встречается в Подмосковье. Интересно, что здание церкви, в уменьшенном виде, очень похоже на Троицкий собор Александро-Невской лавры в Петербурге.
В конце XIX века здания усадьбы Пехра-Яковлевское подверглись перепланировке, вследствие чего была нарушена их объемная композиция.
- Усадьба Чижово

Расположена в посёлке Вешняки по Разинскому шоссе.
Объектами культурного наследия названы: липовый парк, 2 одноэтажных кирпичных флигеля (северный и южный, перестроены в нач. XX в.), корпус хозяйственный, конюшня, ворота и чугунная ограда (1829 г., сохр. фрагменты).
- Усадьба «Милет», церковь Николая Чудотворца, парк

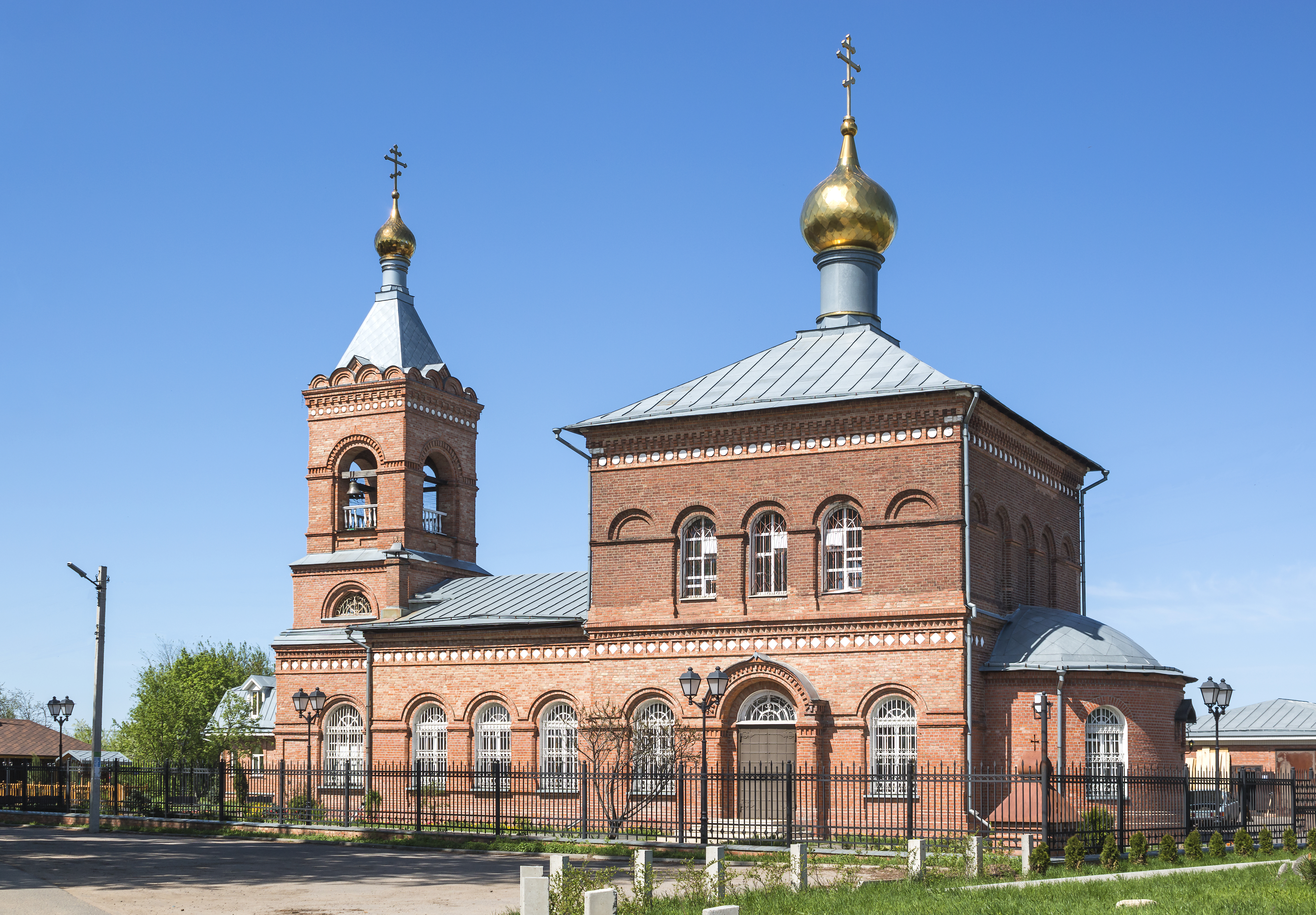
Церковь Николая Чудотворца

Усадьба была резиденцией царевны Софьи, имевшей здесь каменные палаты в 20 комнат. Великолепный дворец, предположительно, построенный по проекту В. В. Растрелли в середине XVIII в., сгорел в 1818 г.
В 1904 г. вблизи позднейшего дома на средства промышленника С. И. Орлова по проекту Мусе была построена новая приходская кирпичная церковь во имя св. Николая Чудотворца. Храм отличался прекрасной акустикой и богатым убранством. Трёхчастная объемно-планировочная структура, некоторые конструкции и скромные мотивы наружного убранства храма, восходят к образцам XVII в. Общая композиция здания завершается квадратной в основании колокольней.
В 1930-е г. г. храм был закрыт и подвергся значительному разрушению. Колокольня была разрушена, главы снесены, полностью утрачено внутреннее убранство. Сохранились лишь остатки росписи на сводах. В 1993 г. храм возвращен православной общине. Проведены большие реставрационные работы.
Также к объектам исторического и культурного наследия к 2011 году причислены храмы Балашихи:
- Храм Покрова Пресвятой Богородицы (Пехра-Покровское)

Современное здание было построено в 1825—1833 годах. Архитектором храма стал Осип Иванович Бове, построивший его в традициях московского ампира.
- Церковь Михаила Архангела (Никольское-Архангельское)

Современное здание храма было построено в 1773 году рядом с деревянной церковью, сгоревшей в 1770 году. Церковь построена из кирпича, украшенного вставками из белого камня, в стиле московского барокко.
- Церковь Рождества Пресвятой Богородицы (Никольское-Трубецкое)

Каменная церковь в была построена в 1858—1862 годах и выдержана в «русском стиле».
- Церковь святителя Николая (Полтево)

Церковь Николая Чудотворца в селе Полтево — самый древний в Балашихинском благочинии храм. Белокаменный ярусный Никольский храм «иже под звоны», построен в 1706 году. Никольская церковь представляет собой четырёхъярусное здание, сложенное из тёсаного белого камня, завершенное луковичной главой с восьмиконечным крестом. Ярусы имеют восьмигранный план, причём площади стен нижнего восьмерика неравновелики.

### Фабричная архитектура XIX — начала XX века
В этот исторический период основным градообразующим элементом являлись текстильные предприятия, расположенные на берегах реки Пехорка, перегороженной в этих местах плотинами с образованием обширных прудов. Главной стала фабрика по производству сукна князя Трубецкого, которая начала отстраиваться в 1830 году на месте плотины и мельницы Блошино. Позднее рядом выстроили новый пятиэтажный корпус, куда в 1850 году переводится основное производство. Фабричные постройки включали в себя не только собственно производственные и складские корпуса, но и различные другие здания: дома управляющих, казармы для рабочих, богадельню и пр. В конце XIX века на территории фабрики возвели новые корпуса по проекту архитектора А. Г. Вейденбаума.
Рядом с фабрикой Трубецкого в урочище Зелёная Роща (бывший Блашинский овраг) с 1821 года работала ещё одна, меньшая по объёму производства шерстоткацкая (суконная) фабрика. В 1907 году на фабрике вспыхнул сильный пожар, который уничтожил основной каменный корпус. В 1908 году на месте сгоревшего здания отстроили новый производственный корпус вместе с водонапорной башней. Автором проекта стал известный российский зодчий Иван Иванович Поздеев (он также являлся архитектором Храма Христа Спасителя в Москве). Здание уничтожено в середине 2000-х годов при строительстве микрорайона «Жемчужина Балашихи».

### Архитектура и градостроительство в советский период

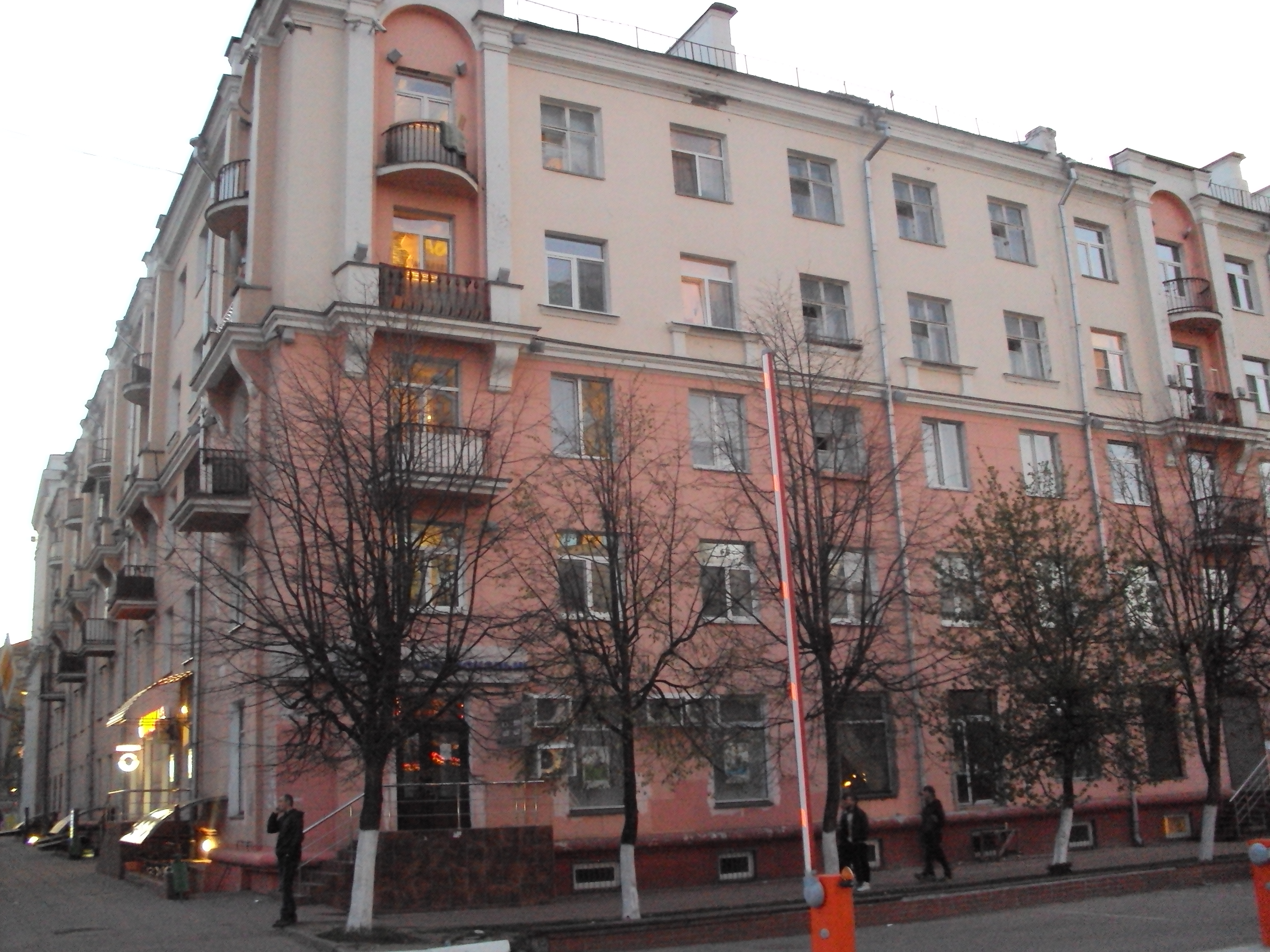
Дом 5 по ул. Парковой. Архитектор Ростковский

В середине 1930-х годов на южной окраине деревни Николаевка (ныне — ул. Советская) начали возводиться кирпичные «сталинские» дома для работников новых заводов 120 и 121 (ныне БЛМЗ). Здесь выросла будущая улица Флёрова, а также разместился райком партии.
Начала застраиваться и Парковая улица. Автором застройки квартала № 9 в районе будущей площади Славы стал архитектор А. К. Ростковский (один из создателей московской высотки на Котельнической набережной).
Архитектурные приёмы Ростковского хорошо видны на примере углового дома по адресу улица Парковая, 5. Именно Ростковский запланировал ложные лоджии высотой в 2 этажа, что придало зданию торжественный вид. Каждая угловая часть дома выполнена в виде мощной колоннады, между которыми располагаются вертикали окон.
Во время Великой Отечественной войны жилое строительство в Балашихе на время прекратилось, но после её окончания возобновилось.
В 1960-е годы возник новый проспект Ленина, вдоль которого выросло много пятиэтажных «хрущёвок».
Последующие десятилетия строились в основном новые дома типовых серий.

### Современное строительство
В 1990-е годы новое строительство в Балашихе практически не велось. Редким исключением стало возведение 25-этажного жилого дома в микрорайоне Балашиха-2, рядом с Полем Чудес (улица Объединения, д. 9/28), сразу попавшего в разряд элитных и остававшегося самым высоким зданием Балашихи до 2000-х годов.

## Объекты культурного наследия (памятники истории и культуры)
В соответствии с Федеральным Законом № 73-ФЗ от 25 июня 2002 года «Об объектах культурного наследия (памятниках истории и культуры) народов Российской Федерации» историческим поселением считалось городское или сельское поселение, в границах территории которого расположены объекты культурного наследия (памятники, ансамбли, достопримечательные места), а также иные археологические, исторические, архитектурные, градостроительные, эстетические, научные или социально-культурные ценности. Балашиха считалась историческим городом до июля 2010 года, когда министр культуры РФ подписал приказ № 418/339, согласно которому перечень исторических городов России был сокращён более чем на порядок (с 478 до 41 города).
К объектам исторического и культурного наследия к 2011 году, помимо памятников археологии, памятников усадебной культуры, храмов и памятников воинской славы, причислены следующие здания:
- Балашихинская хлопкопрядильная фабрика № 1, связанная с революционным движением рабочих Московской губернии в 1905 и 1917 гг. (ул. Советская, 36)
- Фабрика суконная (б. Зеленковская) (ул. Зелёная, 1)
- Здание, где в 1941 г. формировался Балашихинский истребительный батальон (бывший ДК Спутник, ул. Молодёжная, 9)
- Дом, где жил командир 1-й отдельной батареи гвардейских минометов капитан Флёров И. А. (ул. Флёрова, 6)
- Здание вечерней школы № 1, где в годы Великой Отечественной войны размещался госпиталь (МФЦ, ул. Советская, 4)
- Горенская почтовая станция (шоссе Энтузиастов, 3)
- Дом управляющего фабрикой (ул. Советская, 29а)
- Дом, где в 1926—1939 годах жил режиссёр Мейерхольд В. Э. и бывали многие деятели культуры (ул. Есенина)
- Дом, где в 1929—1931 годах жил учёный в области кузнечного дела Зимин А. И. (микрорайон Салтыковка, Санаторная ул., 8)
- Дом, где в 1931—1935 годах жил академик Грабарь И. Э. (микрорайон Салтыковка, Санаторная ул., 2)
- Дом, где в 1911—1951 гг. жил скульптор Алексеев Г. Д. (микрорайон Салтыковка, ул. скульптора Алексеева, 35)

## Уничтожение исторической застройки
Развернувшееся с начала 2000-х годов коммерческое жилищное строительство привело к резкому сокращению зон сохранившейся исторической застройки, представляющей большой культурно-исторический интерес и определяющей неповторимый облик Балашихи.
Стала стремительно искажаться сложившаяся объёмно-пространственная структура города, со сбалансированным сочетанием различных уникальных характеристик, способствующих высоким рекреационным возможностям окружающего ландшафта. Повышенная этажность новой безликой застройки уничтожила многие существовавшие до этого перспективные виды, десятилетиями до этого привлекавшие как жителей Балашихи, так и Москвы. С исчезновением видимой линии горизонта и возникновением в новых «спальных» микрорайонах классических дворов-колодцев сильно повысилась психологическая напряжённость.
Самым вопиющим фактом уничтожения культурного наследия стал снос в 2005 году памятника регионального значения — закрытой незадолго перед этим суконной фабрики (бывшей Зеленковской), имеющей многолетнюю историю и внесённой в список объектов культурного наследия (г. Балашиха, Зелёная ул., д. 1; Код ОКН 596-38 0039). На её месте во второй половине 2000-х были возведены типовые жилые здания нового микрорайона под названием «Жемчужина Балашихи». Сам же уничтоженный памятник архитектуры при этом остался числящимся в списке как якобы существующий.